# Corazón bipolar
Corazón bipolar es el tercer álbum de estudio de la cantante mexicana Paty Cantú, publicado el 6 de noviembre de 2012.[cita requerida]
El álbum tuvo un rendimiento comercial alto fuera de México en países de Sudamérica, Estados Unidos y algunos países europeos como España, Croacia, Rumania, Italia, Francia, Polonia y Suiza, esto gracias al éxito del sencillo Corazón bipolar,  logrando ingresar a las principales listas de música de estos países, aunado a esto, el éxito del álbum se complemento en algunos países como Francia, Polonia e Italia, con el estreno de la serie Grachi, donde apareció el tema Goma de mascar de su anterior álbum, el tema fue relanzado con gran éxito en estos países, alcanzando gran popularidad, debido a esto recibió una nominación a los  Premios MTV Europe Music al Mejor artista latino. Por último el álbum fue publicado en Filipinas y Japón en una edición limitada.

## Lista de canciones
| Corazón bipolar |                                              |                                                                              |                 |          |  |
| N.º             | Título                                       | Escritor(es)                                                                 | Productor(es)   | Duración |  |
| 1.              | «Corazón bipolar»                            | Patricia Cantú • Ángela Dávalos • Ximena Muñoz                               | Áureo Baqueiro  | 3:15     |  |
| 2.              | «Quiero X 2»                                 | Cantú • Dávalos • Baqueiro                                                   | Baqueiro        | 3:35     |  |
| 3.              | «Aparador» (con María Barracuda & Niña Dioz) | Cantú • Dávalos • Niña Dioz • María Barracuda                                | Baqueiro        | 2:57     |  |
| 4.              | «Manual»                                     | Cantú • Dávalos                                                              | Baqueiro        | 3:08     |  |
| 5.              | «Hechos, No palabras!»                       | Cantú • Billy Mann • David "BoyBlue" Schuller                                | Mann • Schuller | 3:13     |  |
| 6.              | «Mío»                                        | Cantú • Dávalos                                                              | Baqueiro        | 3:05     |  |
| 7.              | «Silencios que salvan»                       | Cantú • Dávalos • David Siegel • Daniel Morris • Shane Stoner • Marc Geffard | Baqueiro        | 5:03     |  |
| 8.              | «Suerte»                                     | Cantú • Dávalos                                                              | Baqueiro        | 3:04     |  |
| 9.              | «Ojalá»                                      | Cantú • Dávalos • Marcela de la Garza                                        | Baqueiro        | 4:10     |  |
| 10.             | «El sexo y el amor»                          | Cantú • Dávalos • Siegel • Stoner • Geffard                                  | Baqueiro        | 4:12     |  |
| 11.             | «Beat Goes On» (con BoyBlue)                 | Cantú • Dávalos • Schuller                                                   | Mann • Schuller | 3:32     |  |
| 12.             | «Quiero tenerte» (con Erik Rubín)            | Cantú • Rubín • José Miguel Alfaro                                           | Rubín           | 3:51     |  |
| 43:11           |                                              |                                                                              |                 |          |  |

| Corazón bipolar (Edición especial) |                                                     |                                                                                              |                                  |          |  |
| N.º                                | Título                                              | Escritor(es)                                                                                 | Productor(es)                    | Duración |  |
| 13.                                | «Dicen Por Ahí»                                     | Cantú • Dávalos • Mario I. Contreras                                                         | Baqueiro                         | 3:26     |  |
| 14.                                | «Si Pudiera»                                        | Cantú • Dávalos • Renato López                                                               | Cantú • Fernando Laura • Dávalos | 3:53     |  |
| 15.                                | «Sentimos Lo Mismo»                                 | Cantú • Dávalos • Laura • Rodrigo Noriega                                                    | Cantú • Laura • Dávalos          | 3:27     |  |
| 16.                                | «Nunca Te Olvidé (con Chris Mann)»                  | Mark James • Wayne Carson Thompson • John L. Christopher Jr. (Adapt. al español: Paty Cantú) | Walter Afanasieff                | 4:06     |  |
| 17.                                | «Manual (En Vivo)»                                  | Cantú • Dávalos                                                                              | Cantú                            | 3:10     |  |
| 18.                                | «Corazón Bipolar (En Vivo)»                         | Cantú • Dávalos • Muñoz                                                                      | Cantú                            | 4:04     |  |
| 19.                                | «Suerte (En Vivo)»                                  | Cantú • Dávalos                                                                              | Cantú                            | 3:16     |  |
| 20.                                | «Prefiero Ser Su Amante (En Vivo)» (con María José) | Cantú • Dávalos                                                                              | Cantú                            | 3:34     |  |
| 21.                                | «Hoy Soy Nadie (iTunes)»                            | Cantú • Dávalos • Eduardo Murguía • Mauricio López Arriaga                                   |                                  | 3:00     |  |
| 22.                                | «Contigo (Hasta El Final) (Rdio & Spotify)»         | Cantú • Dávalos • Renato López                                                               | Cantú • Fernando Laura • Dávalos | 3:17     |  |
| 23.                                | «Un Nuevo Tú (Rdio & Spotify)»                      | Cantú • Dávalos • López                                                                      | Cantú • Laura • Dávalos          | 4:00     |  |

| Corazón bipolar DVD |                                                                                 |          |  |
| N.º                 | Título                                                                          | Duración |  |
| 1.                  | «Corazón Bipolar»                                                               |          |  |
| 2.                  | «Suerte»                                                                        |          |  |
| 3.                  | «Dicen Por Ahí»                                                                 |          |  |
| 4.                  | «Manual»                                                                        |          |  |
| 5.                  | «Prefiero Ser Su Amante (En Vivo desde el Auditorio Nacional)» (con María José) |          |  |
| 6.                  | «Sentimos Lo Mismo (Galería de Fotos)»                                          |          |  |

| Corazón bipolar (Edición Europea) |                               |          |  |
| N.º                               | Título                        | Duración |  |
| 13.                               | «Goma de mascar»              |          |  |
| 14.                               | «Clavo que saca otro clavo»   |          |  |
| 15.                               | «No fue suficiente»           |          |  |
| 16.                               | « Afortunademente no eres tú» |          |  |
| 17.                               | «Déjame ir»                   |          |  |

| Corazón bipolar (Edición Filipinas) |                                      |          |  |
| N.º                                 | Título                               | Duración |  |
| 13.                                 | «Goma de mascar (Theme From Grachi)» |          |  |

| Corazón bipolar (Edición Limitada Japonesa) |                                |          |  |
| N.º                                         | Título                         | Duración |  |
| 13.                                         | «Corazón bipolar (Radio Edit)» |          |  |
| 14.                                         | «Corazón bipolar (En Vivo)»    |          |  |

## Posiciones en las listas
| Listas (2013)             | Mejor posición |
| ------------------------- | -------------- |
| México Top 100 (AMPROFON) | 8              |

## Certificaciones
| País (organismo certificador) | Certificación | Unidades certificadas |
| ----------------------------- | ------------- | --------------------- |
| México (AMPROFON)             | Oro           | 30 000                |